# Pedro Humire
Pedro Pablo Humire Loredo, (Socoroma, Región de Arica y Parinacota, Chile, 30 de junio de 1935-Coronel, 13 de agosto de 2020) fue un poeta, y folclorista chileno de origen aimara reconocido por la aportación al legado cultural indígena de Chile.

## Biografía
Nació en Socoroma en la precordillera andina, a 30km de Putre (Parinacota), al norte de Chile. Antepuso su identidad indígena a la nacionalidad chilena: «Soy más aimara», aseguró.
Sus padres fueron Daniel Humire Carrasco y Jesusa Loredo Gómez. Era el menor de nueve hermanos. Dio sus primeros pasos en la música a los cinco años, mientras su madre pastoreaba con el ganado y su padre interpretaba canciones acompañado con una guitarra bajo el poncho. Estuvo casado con la también profesora María Isabel Rodríguez Cabrera con quien tuvo dos hijos, Emilio Felipe y Pedro Kurmi. Realizó los estudios básicos en Santiago en la Escuela Normal José Abelardo Núñez.
Durante los años 1960 participó en Sierra Pampa de Calatambo Albarracín como recitador de poesía. Tras ello presentó la ponencia Folclores fronterizos de Arica en la Facultad de Música de la Universidad de Chile. Publicó el poema A las manos de una joven indígena en 1961. Cuatro años después, en 1965, grabó para la misma universidad, doce piezas musicales andinas inéditas acompañado por su padre Daniel Humire. Las piezas se conservan en el archivo de la Facultad de Artes de la Universidad de Chile. Años más tarde en la década de los años 90, publicó Parinagotan Socoromanpi Piñalulina Arunti – El Parinacota y Socoroma saludan al Peñalolén– un total de catorce trabajos sobre sus propias experiencias.
Ingresó en la Universidad de Santiago de Chile (USACH) donde cursó Filosofía, Lingüística y Literatura. Durante su etapa estudiantil escribió para el diario La Gaceta de Arica, sin embargo tras el golpe militar en Chile en 1973, el cierre de algunos centros de enseñanza de su entorno debido a su ideología , le privaron de ingresar en el Conservatorio. A pesar de las dificultades, acudió a escondidas a cuantas clases pudo como oyente.
Estuvo comprometido con la enseñanza, fue maestro rural en Chañaral Alto, en la Higuera de Rapel también de la comuna de Chañaral Alto, donde fue en busca de estabilidad en el trabajo, ya que en esa época surgieron los movimientos de población hacia Iquique en busca de mejores condiciones de vida. Fue docente en Monte Patria entre los años 1998 y 2008, año en el que se jubiló. Trabajó para perpetuar la cultura indígena, trabajando en la recuperación de la historia, la cultura y las tradiciones aimaras, para lo cual realizó una intensa labor de difusión a lo largo de su vida. Ejerció como docente de Lengua Castellana y Música al tiempo que lo compaginó con su faceta de escritor de cuentos, poesía y canciones destinadas al público infantil.
Como músico recuperó piezas de género huayno y andinas. Viajó por Chile visitando las comunas mapuches de Tirúa y Puerto Saavedra en su afán de recuperar el patrimonio cultural indígena.

### Prisión
Su afán por transmitir su propia filosofía le causó tanto satisfacciones como sufrimientos: siguiendo el camino de la música y la palabra ha ganado premios universitarios y nacionales de poesía y canción indígena; siguiendo el camino del activismo político, al apoyar al gobierno de la Unidad Popular de Salvador Allende,[cita requerida] fue detenido en 1973 y encarcelado en el Centro de detención Estadio Nacional de Chile y en otros centros donde los presos fueron torturados al inicio de la dictadura militar del general Augusto Pinochet. Humire permaneció cautivo en el Estadio Nacional de Santiago por casi dos meses y posteriormente fue trasladado al campo de concentración de Chacabuco (norte de Chile). Al quedar libre permaneció internado por un año en un hospital de la capital gracias a los daños pulmonares causados por los golpes que recibió durante ese periodo.[cita requerida]

### Inspiración
Su habilidad para la literatura despertó desde muy temprano, a la misma edad en la que tomó conciencia de la discriminación con la que convivió el resto de su vida por ser indígena.  Su estilo no fue innovador, sino que su obra surgió del entorno y los recuerdos de su niñez y juventud. “Desde pequeño ganaba los concursos literarios, pero ponían a leer mis poemas a niños con aspecto más europeo, de ojo azul, yo solo los escuchaba, siempre apelaban a la buena presencia”.[cita requerida]

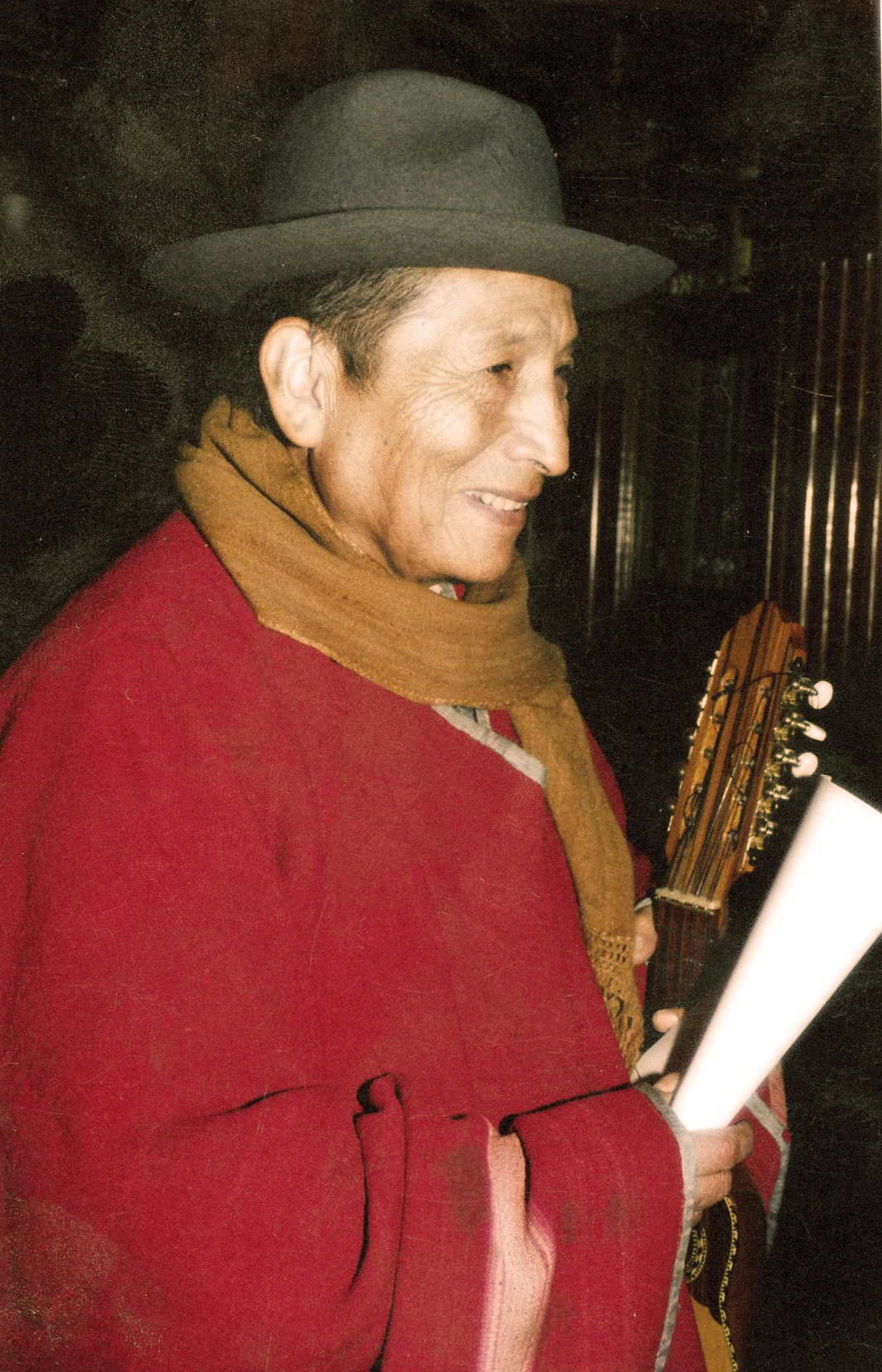
Pedro Humire con su charango y poesía Aymara.

Y es que hacerlo es necesario, está convencido de que sin el pensamiento indígena este continente se viene abajo y agrega con desilusión: “nuestros países no evolucionan porque se mantienen a la copia de Estados Unidos y Europa, todo cambio que se hace en la educación o en la economía no apunta al cambio espiritual e intelectual del hombre”.[cita requerida]
A pesar de todo no se arrepiente, luchó para evitar lo que hoy es una realidad, que empresas mineras franco-estadounidenses se instalaran en territorio aimara, despojando a este pueblo de sus aguas y tierras. Para que la situación se revierta confía en el de una pequeña parte de los jóvenes, “esos que se han cansado del peso del neoliberalismo y de esta cultura aplastante”.[cita requerida]
Actualmente sus armas ya son solo su pluma y papel, y su infaltable quena y charango, instrumentos originarios que parecen ser los únicos elementos que tienen el poder de provocar sonrisas en su rostro fatigado. Además de recordarnos que la valorización y redescubrimientos de los pueblos originarios de América Latina es indispensable para el desarrollo de la sociedad moderna.[cita requerida]

## Recuperación cultural
Trabajó en la recuperación del patrimonio cultural indígena, un compromiso que adquirió desde edad temprana, cuyo valor procuró difundir. Parte del legado dejado por Pedro Humire consistió en la publicación versos, entre ellos destacan los publicados en Geografía Poética de Chile, que reunió la obra de autores como Pablo Neruda, Gabriela Mistral o Mariano Latorre.
Encontró importantes dificultades a la hora de trasmitir tanto la cultura indígena, como el idioma aimara, especialmente en Putre y Colchane, donde ejerció como profesor, su propuesta cultural no tuvo buena acogida. En contacto con Florencio Mamani Challapa, un sabio amauta, recuperó parte del idioma aimara y la mitología del Retorno del Inca.
Respecto a la enseñanza del aimara en las escuelas, reivindicó la ausencia de un profesorado nativo aimara, cuya lengua fuese materna en contra de la formación de un profesorado no aimarahablante. Con este hecho puso de manifiesto la pérdida tanto del idioma de tradición no escrita basado en un código lingüístico y en símbolos, como también de la pérdida del patrimonio cultural, hecho al que dedicó parte de sus estudios en 1986.
Escribió al Tata Inti (padre sol) y a la Pachamama (madre tierra) desde lo ancestral, al actual sincretismo que ha desbordado el pueblo aimara en la zona andina de Sudamérica, entre Bolivia, sur del Perú, noroeste de Argentina y norte grande de Chile. Ha ganado varios premios de poesía y composición musical aimara. Fue autor de varios libro de poesía como Parinacota Sukurumampi Piñalulina y Relatos tradicionales Aymaras y Poemas.[cita requerida]

## Legado
A lo largo de su vida escribió numerosos poemas y relatos, compuso también música, un material que fue rescatado mediante entrevistas y que fueron publicadas en video. Su vida fue un testimonio patrimonial ancestral que supo transmitir a la comunidad de Monte Patria, comuna donde residió.  Recompuso el huayano Arcayale, una composición nativa de la que se conservaban algunos fragmentos hasta completarla, la pieza fue grabada junto a otras composiciones recuperadas.
Por su contribución y labor de conservación y difusión del legado cultural aimara está considerado uno de los poetas de mayor relevancia de Chile.

## Obra

### Poesía
- Los Vinateros.[5]
- A las manos de una joven indígena, (1961).[3]
- Aka Jach' a (en español: Esta larga Pampa), primer poema que obtuvo un galardón.[6]
- Uma (en español: Agua). Seleccionado para ser leído en la Bienal indígena en Estación Mapocho.[6]
- Taruja.[7]
- El Parinacota y el Socoroma saludan al Peñalolén. Autoediciones Populares, Santiago 1987.[7]

### Libros
- Santiago mapuche.[4]

### Otras obras
- Nacimiento, vida, muerte y renacer del pueblo aymará.[4]
- Dos leyendas y un poema. Una recopilación de danzas y bailes infantiles.[4]

## Premios y reconocimientos
- 1960- En la escuela normal José Abelardo Nuñez se distinguió ganando un concurso de cuento.
- 1962- mención honrosa en el concurso literario del Ateneo en Arica, participó con el cuento Los ocultos días de Julián Mamani.[3]

- 1963-1965 Colaboró acertadamente con Manuel Dannemann y Raquel Barros en el Departamento de Investigaciones Musicales de la Universidad de Chile. No obstante no fue mencionado por Dannemann en la “Enciclopedia del Folclore de Chile.

- 1963- Primer premio por el poema Parinacota, otorgado por Ateneo e Ilustre Municipalidad de Arica.[3]

- 1964- Difundió instrumentos musicales como charango y la quena en Santiago de Chile, en el Programa Chile Ríe y Canta, y muchos festivales. Este es el primer acercamiento de la música aimara al folclore urbano, el mismo que dio origen al canto nuevo con Violeta Parra, Víctor Jara y muchos otros.

- 1966- Es el primero y más joven escritor aimara en aparecer en 1966 en la “Antología de la Poesía del Norte”, libro de la editorial universitaria.

- 1967- El recordado escritor nortino Mario Bahamonde seleccionó sus poemas: PARINACOTA y ANICETO TABLEDO.

- 1976- Ganó el concurso de poesía Facultad de Letras, Universidad de Chile con el poema Aquí la Gente se Olvidó de los Nombres de los Cerros.[5]

- 1983-1985 En la Universidad de Chile ganó dos veces el Festival de la Canción Universitaria. En 1983 con JISKALALA, en 1985 con la canción: EL PEDAGOGICO.

- 1999-2002 Dos veces obtuvo el premio de poesía Indígena de Chile, versión aimara, en 1999 con AKA JACH’ A PAMPA (Esta larga pampa) y en 2002 con el poema UMA (agua).

- 2003- Dos veces obtuvo mención honrosa en narrativa, Los ocultos días de Julián Mamani. Universidad Católica del Norte, con el relato de un niño aimara del PACHALLAMPE.
- 2008- Reconocimiento a su labor y legado, concedido por la Municipalidad de Monte Patria.[1]